# فولوكولامسك
فولوكولامسك (بالروسية: Волоколамск) هي إحدى مدن روسيا في الكيان الفدرالي الروسي موسكو أوبلاست. يبلغ عدد سكانها حوالي 28736 نسمة.تقع مدينة فولوكولامسك على ضفاف نهر غورودنا، تبعد المدينة عن العاصمة موسكو 124 كم وتبلغ مساحتها 10 كيلومترات مربعة.

## نبذة عن تاريخ المدينة
جاء ذكر المدينة في المدونات التاريخية لأول مرة عام 1135 ولكن علماء الاثار يعتقدون انها تأسست في القرن التاسع للميلاد. في عام 1177 أصبح الأمير ياروسلاف مستيسلافيتش حفيد يوري دولغوروكي اميرا لها. وفي عام 1781 أصبحت مركزا للقضاء وبعدها بثلاث سنوات تم وضع مخطط توسعها العام وفي عام 1790 افتتحت في المدينة أول مدرسة وأضحت المدينة من المراكز التجارية المهمة في المقاطعة نظرا لوقوعها على تقاطع الطرق البرية والنهرية. وفي نهاية القرن الـ 19 عملت في المدينة بعض المصانع والورشات الحرفية وفي عام 1904 ربطت بخط سكك الحديد.
بعد الثورة البلشفية عام 1917 وبالذات في عام 1918 تم تأميم كافة المؤسسات الصناعية في المدينة وافتتحت فيها مدارس جديدة وثانويات مهنية وتوسعت وازداد عدد سكانها.
خلال الحرب الوطنية العظمى (1941 – 1945) احتلت القوات الألمانية المدينة في 27 أكتوبر/ تشرين الأول وتم تحريرها في 20 ديسمبر/ كانون الأول عام 1941 . لقد كانت المدينة والمناطق المحيطة بها ساحة كبيرة لمعارك شرسة وضارية. وتمكنت مجموعة صغيرة بقيادة الجنرال ايفان بونفيلوف من ايقاف تقدم القوات الألمانية الفاشية والوصول إلى موسكو (انظر معركة موسكو). وكانت هذه اخر معركة تخوضها المجموعة حيث استشهد جميع افرادها. وتخليدا لهذه المجموعة البطلة اقيمم نصب تذكاري على نفس المنطقة التي جرت فيها معركتهم البطولية الخالدة.

## المعالم الاثرية
من المعالم الاثرية في المدينة إضافة إلى الكرملين وما فيه هناك متحف تاريخ الفن المعماري ومتحف مجموعة بونفيلوف البطلة.
على بعد 25 كم من المدينة دير قديم (دير يوسف فولوتسكي) شيد عام 1479 وكان هذا الدير مركزا سياسيا ودينيا كبيرا منذ القرن الـ 15 ولغاية القرن 17 . اعيد هذا الدير إلى الكنيسة الروسية الأرثوذكسية عام 1990 . ويحيط بالدير سور متين فيه عدد من الابراج وفي داخل حدوده كنيسة ظهور المسيح (1504) وكنيسة بطرس وبولس (1679) وكاتدرائية صعود العذراء (1682 – 1692). وهناك عدد اخر من الكنائس القديمة التي يفتخر بجمالها وروعتها المعمارية سكان المدينة، مثل كنيسة شفاعة العذراء (القرن 17). كما توجد مباني سكنية قديمة لتجار المدينة يعود تاريخها إلى الفترة المحصورة بين القرن 13 والقرن 19 .